# Economía de Somalilandia
La economía de Somalilandia depende en gran medida de la producción primaria, como la ganadería y la agricultura. Somalilandia tiene un producto interno bruto (PIB) de aproximadamente US $ 2 mil millones a partir de 2019, la mayoría de los cuales recibe en remesas de somalilandeses que trabajan en el extranjero. El ganado es la principal exportación del país, que envía a los vecinos Yibuti y Etiopía, así como a los estados del Golfo, como Emiratos Árabes Unidos, Arabia Saudita y Omán. El PIB per cápita del país, US $ 350 dólares aproximadamente para una fecha sin precisar.
Somalilandia se encuentra a lo largo del golfo de Adén, cerca de la entrada de Bab el-Mandeb, una importante vía marítima por la que pasa casi un tercio de los barcos del mundo. Su ubicación ha ayudado al gobierno a atraer nuevos acuerdos comerciales y de desarrollo. A finales de 2016, DP World anunció que invertiría casi US $ 450 millones para administrar y mejorar el Puerto de Berbera y desarrollar un corredor que vaya desde allí hasta la frontera con Etiopía. Etiopía también participa en el acuerdo.

## Revisión general
El Chelín somalilandés, que no se puede intercambiar fácilmente fuera de Somalilandia debido a la falta de reconocimiento de la nación, está regulado por el Banco de Somalilandia, el banco central, establecido constitucionalmente en 1994. No puede considerarse una oferta válida en áreas en disputa como Ayn o el distrito de Badhan, que no se administran como parte de Somalilandia y continúan utilizando el Chelín somalí a pesar de ser reclamado por el gobierno de Somalilandia.
Como Somalilandia no es reconocida, los donantes internacionales han tenido dificultades para proporcionar ayuda. Como resultado, el gobierno depende principalmente de los ingresos fiscales y las remesas de la gran diáspora somalí, que contribuyen enormemente a la economía de Somalilandia. Las remesas llegan a Somalilandia a través de compañías de transferencia de dinero, la mayor de las cuales es Dahabshiil, una de las pocas compañías somalíes de transferencia de dinero que cumplen con las regulaciones modernas de transferencia de dinero. El Banco Mundial estima que las remesas por valor de aproximadamente $1 mil millones llegan a Somalia anualmente de los emigrantes que trabajan en el Golfo, Europa y Estados Unidos. Los analistas dicen que Dahabshiil puede manejar alrededor de dos tercios de esa cifra y hasta la mitad llega solo a Somalilandia.

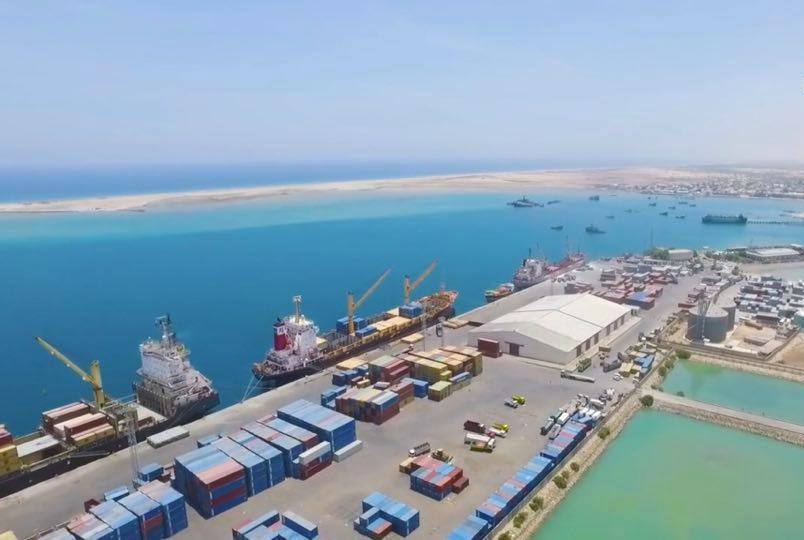
Puerto de Berbera

Desde finales de la década de 1990, la prestación de servicios ha mejorado significativamente a través de disposiciones gubernamentales limitadas y contribuciones de organizaciones no gubernamentales, grupos religiosos, la comunidad internacional (especialmente la diáspora) y el creciente sector privado. Los gobiernos locales y municipales han estado desarrollando disposiciones clave de servicio público como agua en Hargeisa y educación, electricidad y seguridad en Berbera. En 2009, el Banque pour le Commerce et l'Industrie - Mer Rouge (BCIMR), con sede en Yibuti, abrió una sucursal en Hargeisa y se convirtió en el primer banco del país desde el colapso de 1990 del Banco Comercial y de Ahorros de Somalia. En 2014, Dahabshil Bank International se convirtió en el primer banco comercial de la región. En 2017, Premier Bank de Mogadiscio abrió una sucursal en Hargeisa.

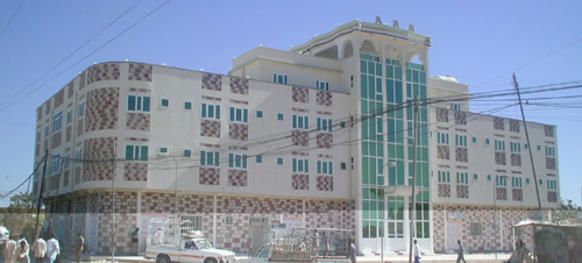
Un centro comercial en Burao

Varias empresas de telecomunicaciones también tienen sucursales en Somalilandia. Entre estas compañías se encuentra Telesom, uno de los operadores más grandes de Somalilandia. Fundada en 2002 con el objetivo de suministrar al mercado local servicios de telecomunicaciones como GSM, línea fija y acceso a Internet, cuenta con una extensa red que cubre todas las principales ciudades de Somalilandia y más de 40 distritos tanto en Somalia como en Somalilandia. Telesom también ofrece una de las tarifas de llamadas internacionales más baratas a $0.2 menos que su competidor más cercano. Otras empresas de telecomunicaciones que prestan servicios en la región incluyen Somtel, Telcomy NationLink.
La ganadería es la columna vertebral de la economía de Somalilandia. Las ovejas, los camellos y el ganado se envían desde el puerto de Berbera y se envían a países del Golfo Pérsico, como Arabia Saudita.
La agricultura generalmente se considera una industria potencialmente exitosa, especialmente en la producción de cereales y horticultura. La minería también tiene potencial, aunque la extracción simple representa el alcance de las operaciones actuales, a pesar de la presencia de diversas cantidades de depósitos minerales.

## Turismo

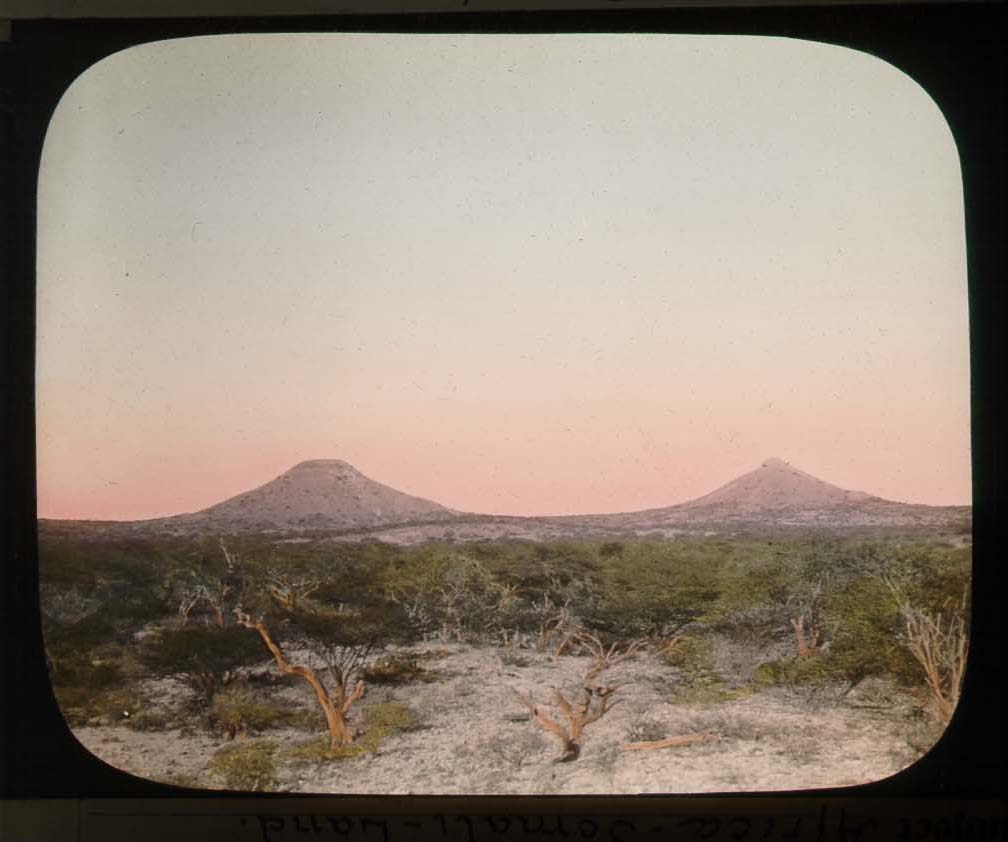
Naasa-Hablood en 1896

El arte rupestre y las cuevas de Laas Geel, situadas en las afueras de Hargeisa, son una popular atracción turística local. Con un total de diez cuevas, fueron descubiertas por un equipo arqueológico francés en 2002 y se cree que datan de hace unos 5.000 años. El gobierno y los lugareños mantienen seguras las pinturas rupestres y solo se permite la entrada a un número restringido de turistas. Otros lugares notables incluyen Freedom Arch en Hargeisa y War Memorial en el centro de la ciudad. Las atracciones naturales son muy comunes en la región. La Naasa-Hablood son colinas gemelas ubicadas en las afueras de Hargeisa que los somalíes de la región consideran un majestuoso hito natural.
El Ministerio de Turismo también ha alentado a los viajeros a visitar pueblos y ciudades históricas en Somalilandia. La histórica ciudad de Sheekh se encuentra cerca de Berbera y alberga antiguos edificios coloniales británicos que han permanecido intactos durante más de cuarenta años. Berbera también alberga edificios arquitectónicos otomanos históricos e impresionantes. Otra ciudad histórica igualmente famosa es Zeila. Zeila fue una vez parte del Imperio Otomano, una dependencia de Yemen y Egipto y una importante ciudad comercial durante el siglo XIX. La ciudad ha sido visitada por sus antiguos hitos coloniales, manglares en alta mar y arrecifes de coral, imponentes acantilados y playas. La cultura nómada de Somalilandia también ha atraído a turistas. La mayoría de los nómadas viven en el campo.

## Transporte

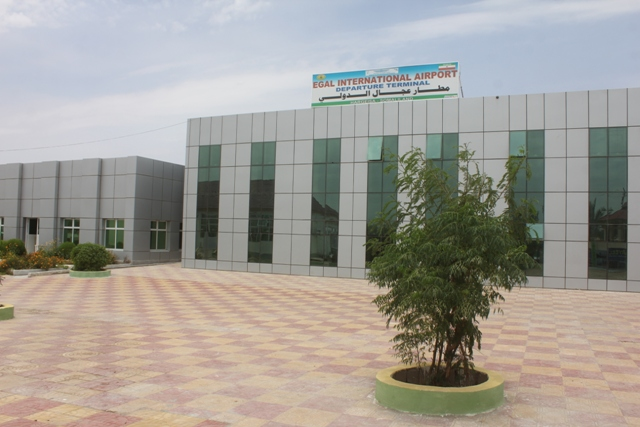
El Aeropuerto Internacional en Hargeisa

Los servicios de autobuses operan en Hargeisa, Burao, Gabiley, Berbera y Borama. También hay servicios de transporte por carretera entre las principales ciudades y pueblos adyacentes, que son operados por diferentes tipos de vehículos. Entre estos se encuentran los taxis, Tracción en las cuatro ruedas, los minibuses y los vehículos ligeros (LGV).
Las aerolíneas más destacadas que prestan servicios en Somalilandia son Daallo Airlines, una aerolínea privada de propiedad somalí con vuelos internacionales regulares que surgió después de que Somali Airlines dejó de operar. African Express Airways y Ethiopian Airlines también vuelan desde los aeropuertos de Somalilandia a la ciudad de Yibuti, Addis Abeba, Dubái y Jeddah, y ofrecen vuelos para las peregrinaciones de Hajj y Umrah a través del Aeropuerto Internacional en Hargeisa. Otros aeropuertos importantes en el país incluyen el Aeropuero de Berbera.

## Puertos
En junio de 2016, el gobierno de Somalilandia firmó un acuerdo con DP World para administrar el puerto estratégico de Berbera con el objetivo de mejorar la capacidad productiva y actuar como un puerto alternativo para Etiopía sin litoral.

## Exploraciones petroleras
En agosto de 2012, el gobierno de Somalilandia otorgó la licencia de Genel Energy para explorar el petróleo dentro de su territorio. Los resultados de un estudio de filtración de superficie completado a principios de 2015 confirmaron el excelente potencial ofrecido en el bloque SL-10B y SL-13 y el bloque Oodweyne con reservas de petróleo estimadas de mil millones de barriles cada uno. Genel Energy está programada para perforar pozos de exploración para el bloque SL-10B y SL-13 en Buur-Dhaab, a 20 kilómetros al noroeste de Aynabo a fines de 2018.